# Mus booduga
Mus booduga é uma espécie de roedor da família Muridae.
Pode ser encontrada nos seguintes países: Índia, Myanmar, Nepal e Sri Lanka.